# Aurélien Montaroup
Aurélien Montaroup, né le 19 décembre 1985 à Rennes, est un footballeur français qui évolue au poste de latéral gauche, voire de milieu gauche au Stade rennais B.

## Carrière
Né à Rennes, il entre au Stade rennais à l'âge de cinq ans, et y effectue toute sa formation. Il fait ainsi partie du groupe vainqueur de la Coupe Gambardella 2003, même si une blessure le prive de finale au Stade de France.
Non conservé par son club formateur alors qu'il devait initialement signer pro, il part en 2005 à l'US Orléans, pour signer la saison suivante un contrat professionnel à l'US Créteil, en Ligue 2. Il quitte cependant le club au bout de quelques mois, sans avoir disputé le moindre match en équipe première, après un changement d'entraîneur et une brouille avec son président, en novembre 2006. Il revient alors en Bretagne, et joue une saison à La Vitréenne en CFA.
En novembre 2008, il signe un contrat de deux ans avec le FK Dynamo Minsk, et devient ainsi le premier footballeur français à évoluer dans le championnat biélorusse. En novembre 2009, après une première saison pleine (25 sur 26 en championnat, 4 en coupe nationale), et ses premiers matchs de Ligue Europa (4), il est élu par ses pairs, meilleur défenseur du championnat. 
En janvier 2012 il s'engage avec le SM Caen pour une durée de deux ans et demi. Il joue son premier match en Ligue 1 face à Toulouse le 28 janvier 2012. Le 5 novembre 2012 il marque d'une reprise de volée son premier but en Ligue 2 contre Le Havre AC permettant aux siens de l'emporter 2-0 à domicile.
Après deux saisons et demie passées à Caen, son contrat n'est pas reconduit malgré la montée du club en Ligue 1. Il signe de nouveau à l'US Créteil en juillet 2014. Il n'est pas conservé à l'issue de son contrat en 2016.
En avril 2016, il fait partie d'une liste de 58 joueurs sélectionnables en équipe de Bretagne, dévoilée par Raymond Domenech qui en est le nouveau sélectionneur.
En juin 2021, après un an de formation au CNF Clairefontaine, il est diplômé du DESJEPS mention football. 

## Palmarès
- 2002 : Champion de France des moins de 17 ans avec le Stade rennais
- 2003 : Vainqueur Coupe Gambardella avec le Stade Rennais
- 2004 : Champion de France des Réserves Professionnelles avec le Stade rennais
- 2009 : Élu meilleur défenseur du championnat biélorusse par ses pairs[6]